# Sunshine Sue
Sunshine Sue é um filme mudo norte-americano de 1910 em curta-metragem, do gênero drama, dirigido por D. W. Griffith, baseado na história The Old Piano de Wilfred Lucas.